# Гуаканаябо
Гуаканаябо (ісп. Golfo de Guacanayabo) — затока в Карибському морі біля південно-східного узбережжя Куби.
Води затоки омивають провінції Гранма та Лас-Тунас. Найбільший порт — Мансанільйо, що знаходиться на північному заході Гуаканаябо.
На березі затоки розташоване гирло річки Кауто.
| Куба | Це незавершена стаття з географії Куби. Ви можете допомогти проєкту, виправивши або дописавши її. |